# Kinne-Vedums distrikt
Kinne-Vedums distrikt är ett distrikt i Götene kommun och Västra Götalands län. 
Distriktet ligger norr om Götene. 

## Tidigare administrativ tillhörighet
Distriktet inrättades 2016 och utgörs av en del av området som Götene köping omfattade till 1971, delen som före 1952 utgjorde Kinne-Vedums socken.
Området motsvarar den omfattning Kinne-Vedums församling hade vid årsskiftet 1999/2000.